# Rio del Mar
Rio del Mar ist ein census-designated place (CDP) im Santa Cruz County im US-Bundesstaat Kalifornien mit 9128 Einwohnern (Stand: 2020). Die geographischen Koordinaten sind: 36,96° Nord, 121,88° West. Das Stadtgebiet hat eine Größe von 11,9 km².